# 1941 en combiné nordique
| Années du combiné nordique : 1938 - 1939 - 1940 - 1941 - 1942 - 1943 - 1944    |
| Décennies du combiné nordique : 1910 - 1920 - 1930 - 1940 - 1950 - 1960 - 1970 |

Cette page reprend les résultats de combiné nordique de l'année 1941.

## Festival de ski d'Holmenkollen
L'édition 1941 du festival de ski d'Holmenkollen fut annulée.

## Jeux du ski de Lahti
L'épreuve de combiné des Jeux du ski de Lahti 1941 fut remportée par un coureur Gustl Berauer. Il s'imposa devant le Suédois John Westbergh, suivi par le finlandais Kalervo Kaplas.

## Championnats nationaux

### Championnat d'Allemagne
Les résultats du championnat d'Allemagne de combiné nordique 1941 manquent.

### Championnat d'Estonie
Le Championnat d'Estonie 1941 fut remporté par Aleksander Peepre devant Johannes Altsoo et Villem Känd.

### Championnat des États-Unis
Le championnat des États-Unis 1941, organisé à Salt Lake City (Utah) a été remporté par Alf Engen (en).

### Championnat d'Islande
Le championnat d'Islande 1941 fut annulé.

### Championnat d'Italie
Le championnat d'Italie 1941 fut remporté par Giovanni Perenni devant Alberto Tassotti et Antonio Mosele.

### Championnat de Norvège
Le championnat de Norvège 1941 fut annulé.

### Championnat de Pologne
Le championnat de Pologne 1941 fut annulé.

### Championnat de Suède
Le championnat de Suède 1941 a distingué John Westbergh, du club Anundsjö IF (sv). Le club champion fut le Grycksbo IF.

### Championnat de Suisse
Le Championnat de Suisse de ski 1940 a eu lieu à St. Moritz.
L'épreuve fut remportée par le coureur allemand d'origine autrichienne Heinz von Allmen, de Gstaad.